# Osiedla Chełma

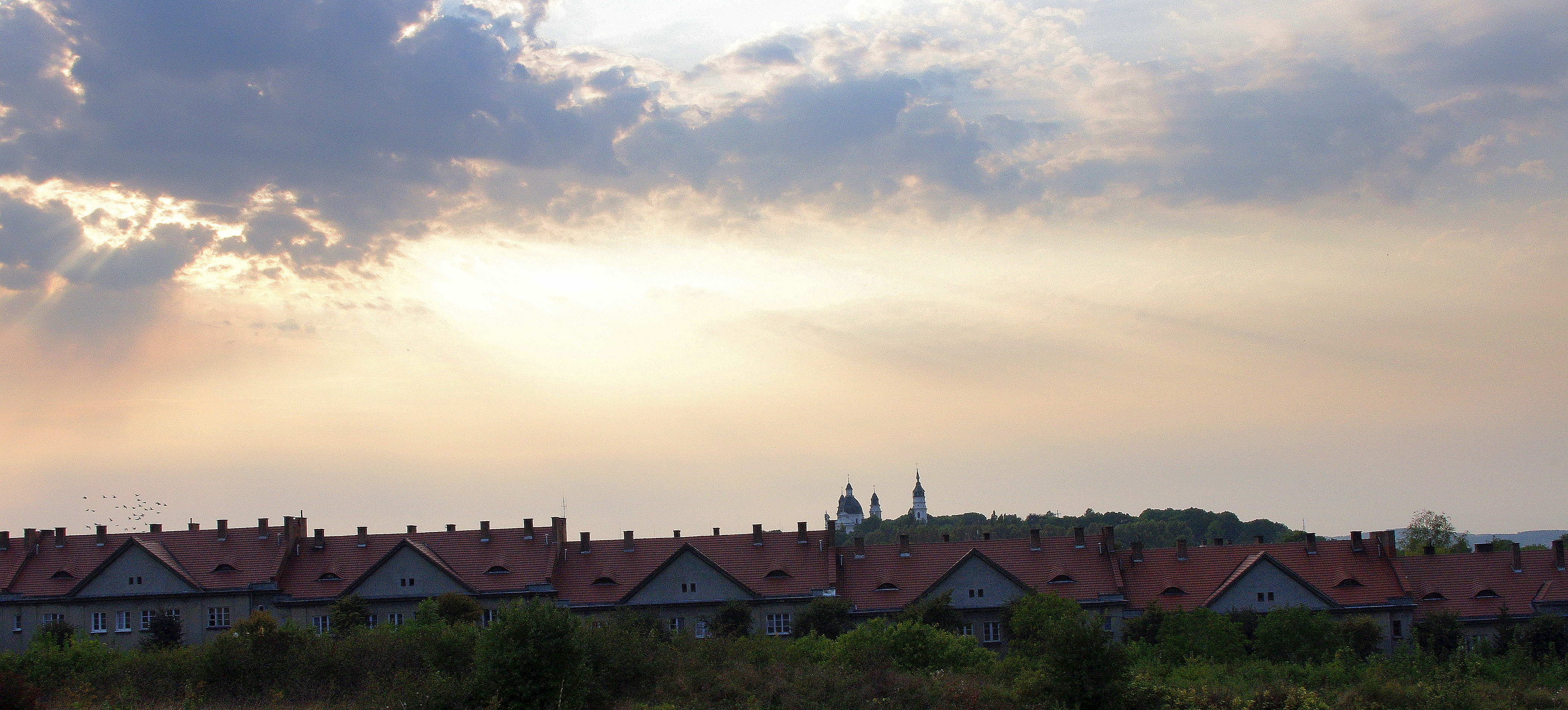
Panorama ze Wzgórza Kredowego w kierunku Górki Katedralnej nad dachami osiedla Dyrekcja

Osiedla Chełma – podział miasta Chełm na jednostki pomocnicze samorządu.

## Historia
Chełm, miasto na prawach powiatu, założone  w 1392 r. na zachodnim zboczu Górki Katedralnej w oparciu o przywilej lokacyjny na prawie magdeburskim – dopiero w okresie ostatnich 150 lat odnotował trzy okresy intensywnego rozwoju, którym zawdzięcza dzisiejszą strukturę przestrzenną miasta, wykraczającą poza średniowieczne wały miejskie. Pierwszy, w drugiej połowie XIX w. związany był z budową i otwarciem w 1877 r. linii Kolei Nadwiślańskiej łączącej Mławę przez Warszawę, Lublin, Chełm z Kowlem, a następnie z budową i otwarciem w 1886 r. połączenia kolejowego z Brześciem. Dzięki nim Chełm zyskał nie tylko stację z dworcem kolejowym, ale również duży kompleks koszar dla blisko pięciotysięcznego garnizonu dwóch pułków piechoty 65 Moskiewskiego i 66 Butryskiego, założony przy trakcie lubelskim ok. 1,5 km od miasta. A równocześnie po stronie wschodniej (też ok. 1,5 km od miasta), duży kompleks szpitala wojskowego o znaczeniu regionalnym, przy trakcie hrubieszowskim pod Borkiem. Istotnie zwiększyło to strategiczne znaczenie Chełma, gospodarcze i militarne. Liczba mieszkańców potroiła się do 1900 r., a w 1912 r. Chełm został stolicą nowo utworzonej guberni chełmskiej, której rozwój przerwała jednak wkrótce I-wojna.
Po odzyskaniu niepodległości Chełm odnotował drugi okres intensywnego rozwoju, związany z przekazaniem miastu państwowych terenów Starostwa Obłonie. W ramach aspiracji i starań o przeniesienie do Chełma ważnych urzędów państwowych, ówczesne władze miasta zleciły w 1925 r. rozplanowanie na tych terenach odważnej koncepcji rozbudowy miasta i budowy na obszarze 432 ha wielkiej modernistycznej dzielnicy Nowe Miasto, 7-krotnie przekraczającej obszar miasta istniejącego, Tak odważna wizja rozwoju miasta ze strony ówczesnych władz przekonała też Ministra Komunikacji do podjęcia w 1928 r. decyzji o przeniesieniu z Radomia do Chełma siedziby Wschodniej Okręgowej Dyrekcji Kolei Państwowych i rozpoczęcia budowy osiedla kolejowego dla pracowników Dyrekcji w północnej części nowej dzielnicy. Mimo że do przeniesienia Dyrekcji nie doszło, to jednak dzięki indywidualnym inwestycjom mieszkańców Chełma w obszarze nowych osiedli dzielnicy Nowe Miasto, liczba mieszkańców podwoiła się w dwudziestoleciu międzywojennym, a dalszy rozwój znów przerwała wojna. Trzeci okres intensywnego rozwoju miasta, już po II-wojnie, związany był z lokalizacją w Chełmie w latach 50. XX w. największej wówczas polskiej Cementowni Chełm z odkrywkową kopalnią kredy w obszarze Góry Antonińskiej i folwarku Antonin po wschodniej stronie miasta. W tym okresie liczba mieszkańców ponownie podwoiła się od II-wojny, osiągając pod koniec lat 70. liczbę 50 tys. mieszkańców.
Te trzy okresy intensywnego rozwoju miasta na przestrzeni ostatnich 150 lat, utworzyły szereg struktur przestrzennych i miejsc, których podziały i nazwy funkcjonują do dziś w mowie potocznej utrwalone historią i zwyczajem, odzwierciedlając faktyczne podziały historyczne i chronologiczny rozwój miasta. Od 2003 r. istnieją jednak dwa odmienne podziały odwołujące się do tych samych nazw historycznych, od kiedy równolegle do podziału zwyczajowego wprowadzono do Statut Miasta podział administracyjny na osiedla-jednostki pomocnicze samorządu miasta, odbiegający istotnie od podziałów geograficznych i historycznych.

## Podział administracyjny
Miasto Chełm zgodnie z § 75 Statutu Miasta Chełma, jest podzielone na dziesięć osiedli-jednostek pomocniczych samorządu miasta, posiadających własne Rady Osiedla:
| Nazwa Osiedla  | Granice i obszar, wykaz ulic | Przewodniczący              |
| -------------- | --- | --------------------------- |
| Śródmieście    | Wykaz ulic: al. Armii Krajowej, Boczna, Bohaterów, Browarna, Brzozowa, Stefana Czarnieckiego, Czerwonego Krzyża, Dojazdowa, Gdańska, Jasna, Jatkowa, Henryka Jordana, Kasztanowa, Kąpieliskowa, Marii Konopnickiej, Mikołaja Kopernika, Janusza Korczaka, Krótka, Krzywa, Kwiatowa, Lipowa, Lubelska od początku do Nr 109 i od początku do Nr 106, Lwowska od początku do nr 27 i od początku do nr 20, Łączna, Malinowa, Mechaniczna, Adama Mickiewicza, Jadwigi Młodowskiej, Mokra, Nadtorowa od początku do nr 47, Nadrzeczna, Gabriela Narutowicza, Obłońska, Ogrodowa, Generała Gustawa Orlicz-Dreszera, Elizy Orzeszkowej, Partyzantów od początku do nr 55 i od początku do nr 90, Pijarska, Mariana Pilarskiego, Grzegorza Piramowicza, Plac Gdański, Pl. Tadeusza Kościuszki, Plac Kupiecki, pl. Doktora Edwarda Łuczkowskiego, Pocztowa, Podwalna, Poległych, Księdza Jerzego Popiełuszki, Przechodnia, Reformacka, Rybna, Siedlecka, Henryka Sienkiewicza, Stanisława Staszica, Strażacka, Sybiraków, Szkolna, Świętego Mikołaja, Targowa, Uściługska, Zenona Waśniewskiego, Wąska, Wiśniowa, Zacisze, Zakątek, Zamojska, Zielna, Żeglarska, Ireny Sendlerowej | Łukasz Krzywicki            |
| Dyrekcja Górna | Wykaz ulic: 1 Pułku Szwoleżerów – strona parzysta, Stefana Batorego, Bydgoska, Fryderyka Chopina, Tadeusza Czackiego, Graniczna, Hrubieszowska od początku do nr 21 i od początku do nr 24, Jana Kazimierza, Katedralna, Stanisława Moniuszki, Pl. Niepodległości, Władysława Reymonta, George'a Stephensona, Juliusza Słowackiego od początku do nr 12 i od początku do nr 27, Plac Tysiąclecia Państwa Polskiego, Wiejska, Żwirki i Wigury, Plac Żwirki i Wigury | Łukasz Krawczuk vel Walczuk |
| Dyrekcja Dolna | Wykaz ulic: 1 Pułku Szwoleżerów – strona nieparzysta, 11 Listopada Nr 1, 3 i 5, al. Marszałka Józefa Piłsudskiego, Aleja Przyjaźni, Biała, Bieławin, Chemiczna, Hutnicza, Jedność, Kalinowa, Michała Kińczyka, Koszykowa, Kolejowa od początku do Nr 90 i od początku do nr 95, Okszowska, Okszówek, Rampa Brzeska, ks. Piotra Skargi, Juliusza Słowackiego od nr 14 do końca, i od nr 29 do końca, Spółdzielcza, Starościńska, Stolarska, Szklana, Śląska, Towarowa, Wileńska, Wołyńska od początku do nr 15 i od początku do Nr 20, Wspólna, Plac Dworcowy im. Zygmunta Rumla | Andrzej Stachniuk           |
| Działki        | Wykaz ulic: Krzysztofa Kamila Baczyńskiego, Józefa Bema, Księdza Zygfryda Berezeckiego, Botaniczna, Braci Gierymskich, Jana Brzechwy, Cisowa, Jarosława Dąbrowskiego, Gajowa, Górna, Artura Grottgera, Grunwaldzka, Hrubieszowska od nr 30 do końca i od nr 25 do końca, Jałowcowa, Kazimierza Janczykowskiego, Jaworowa, Kazimierza Andrzeja Jaworskiego, Jesienna, Jodłowa, Jana Kilińskiego, Klonowa, Eugeniusza Kornasa, Kosynierów, Generała Mariana Langiewicza, Leśna, Letnia, Litewska, Lotnicza, Łowiecka, Jana Matejki, Modrzewiowa, Ignacego Mościckiego, Myśliwska, Niecała, Ogrodnicza, Ignacego Paderewskiego, Parkowa, Partyzantów od nr 61 do końca i od nr 94 do końca, Piastowska, Piękna, Emilii Plater, Podborcze, Pogodna, Południowa, Bolesława Prusa, Pszczela, Racławicka, Tadeusza Reytana, Władysława Sikorskiego, Słoneczna, ks. Ignacego Skorupki, Sosnowa, Generała Józefa Sowińskiego, Spacerowa, Henryka Sucharskiego, Szczęśliwa, Świerkowa, Tęczowa, Topolowa, Romualda Traugutta, Urocza, Wiosenna, Wolwinów, Józefa Wybickiego, Prymasa Stefana Wyszyńskiego, Zimowa, Stefana Żeromskiego | Roland Kurczewicz           |
| Cementowni     | Wykaz ulic: 11 Listopada od Nr 2 do końca i od Nr 7 do końca, Wiktora Ambroziewicza, Antonin, Waldemara Babinicza, Księdza Stanisława Brzóski, Cementowa, Michała Chomentowskiego, Pułkownika Stanisława Dąbka, Edwarda Dembowskiego, Leszka Eliaszczuka, Fabryczna, Górnicza, Pauliny Hołyszowej, Jagiellońska, Kolejowa od Nr 106 do końca, Henryka Kamieńskiego, Kredowa, płk Władysława Muzyki, Kazimiery Pierackiej, Przemysłowa, Mikołaja Reja, Rolnicza, Sadowa, Stanisława Skibińskiego, Księdza Stanisława Sonnego, Sportowa, Kazimierza Szpotańskiego, Czesława Twardzika, Warzywna, Wołyńska od Nr 17 do końca i od Nr 22 do końca, Wschodnia, gen. Józefa Zajączka | Dariusz Wojciechowski       |
| XXX-Lecia      | Wykaz ulic: Aleja Żołnierzy I Armii Wojska Polskiego, Droga Męczenników, Generała Stefana Grota Roweckiego, Lwowska B, ks. Marcelego Mrozka, Nowy Świat, Powstańców Warszawy | Anna Frymus                 |
| Kościuszki     | Wykaz ulic: Aleja 3-go Maja, Bazylany, Księcia Adama Kazimierza Czartoryskiego, Stanisława Małachowskiego, Juliana Ursyna Niemcewicza, Połaniecka, Księcia Józefa Poniatowskiego, Ignacego i Stanisława Potockich, Sejmu Czteroletniego, Tuzinek, Henryka Wiercieńskiego, Wojsławicka, Wolności | Marta Twardowska-Król       |
| Słoneczne      | Wykaz ulic: 15 Sierpnia, Adama Asnyka, Bolesława Chrobrego, Dąbrówki, Józefa Elsnera, Kazimierza Wielkiego, Władysława Jagiełły, Mieczysława Karłowicza, Karola Kurpińskiego, Witolda Lutosławskiego, Lwowska od nr 22 do końca i od nr 33 do końca, Łabędzia, Metalowa od początku do nr 9 i od początku do nr 46, Mieszka I, Feliksa Nowowiejskiego, Orląt Lwowskich, Polna, Pszenna, Marii Rodziewiczówny, Rusałki, Skowronkowa, Słowicza, Jana III Sobieskiego, Ireny Stanisławskiej, Szpakowa, dr Barbary Sztembis, Karola Szymanowskiego, Św. Jadwigi Królowej, Henryka Wieniawskiego, Bolesława Wirskiego, Maryli Wolskiej, Dr Stefana Żarnowskiego, Stanisława Żółkiewskiego, Żurawia, Kazimierza Odnowiciela, Bulwarowa | Irena Kuźma                 |
| Rejowiecka     | Wykaz ulic: Astrowa, Azaliowa, Białowieska, Kazimierza Bogdanowicza, Bociania, Bratkowa, Władysława Broniewskiego, Stanisława Brzozowskiego, Budowlana, Bursztynowa, Ceramiczna, Józefa Chełmońskiego, Kazimierza Czernickiego, Diamentowa, Działkowa, Zofii Farbiszewskiej, Fiołkowa, Aleksandra Fredry, Zygmunta Glogera, Władysława Głowackiego, Marii Hempel, Irysowa, Aleksandra Janowskiego, Elżbiety Jaraczewskiej, Jaśminowa, Dr Judyma, Kaflarska, Kaszubska, Jana Kochanowskiego, Oskara Kolberga, Hugo Kołłątaja, Konwaliowa, Wojciecha Kossaka, Krajobrazowa, Krańcowa, Ignacego Krasickiego, Ignacego Kraszewskiego, Krokusowa, Krucza, Kujawska, Leona Kunickiego, Makowa, Malowane, Mazowiecka, Mazurska, Jadwigi Medyńskiej, Miernicza, Miła, Mimozy, Narcyzowa, Cypriana Kamila Norwida, Wandy Orlińskiej, Piaskowa, Podgórze, Podhalańska, Poleska, Pomorska, Poprzeczna, Przejazdowa, Puławska, Rejowiecka, Różana, Rubinowa, Wacława Rzewuskiego, Marii Curie Skłodowskiej, Aleksandra Skorupy, Storczykowa, Szafirowa, Szarotki, Szpitalna, Zygmunta Szymczakowskiego, Tulipanowa, Juliana Tuwima, Ułanów, Wielkopolska, Wierzbowa, Wincentego Witosa, Włodawska, Wodna, Wrzosowa, Wygon, Stanisława Wyspiańskiego, Gabrieli Zapolskiej, Zawadówka, Wincentego Zygmunta, Żabia, Żołnierska, Wisławy Szymborskiej, Czesława Miłosza, Leopolda Staffa | Paulina Przybylska          |
| Zachód         | Wykaz ulic: Generała Władysława Andersa, Bednarska, Gen. Zygmunta Bohusz-Szyszko, Gen. Tadeusza Bór-Komorowskiego, Chłodna, Janówka, Gen. Ludwika Kmicic - Skrzyńskiego, Koszarowa, Kowalska, Legionów Polskich, Lubelska od nr 106a do końca i od nr 111 do końca, Generała Stanisława Maczka, Majdan, Metalowa od nr 11 do końca i od nr 48 do końca, Młynarska, Nadtorowa od nr 49 do końca i od nr 2 do końca, Niska, Gen. Leopolda Okulickiego, Piekarska, Piwna, Plac im. Jana Pawła II, Północna, Gen. Stanisława Skalskiego, Synów Pułku, Szarych Szeregów, Trubakowska, Zachodnia, Złota, Związku Strzeleckiego, Źródlana, Żołnierzy Korpusu Ochrony Pogranicza | Katarzyna Rot               |

## Podział geograficzno-historyczny

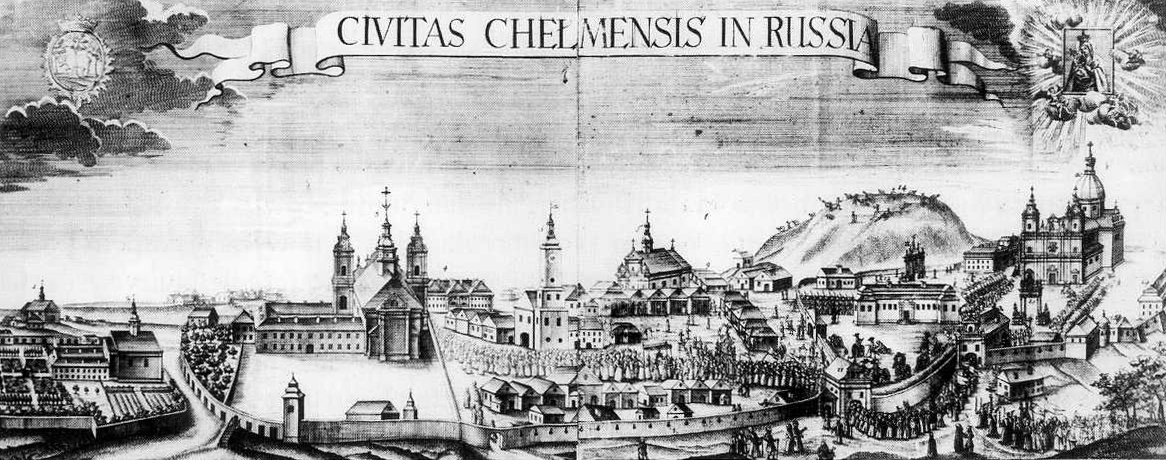
Panorama miasta od strony północno-zachodniej (1765)

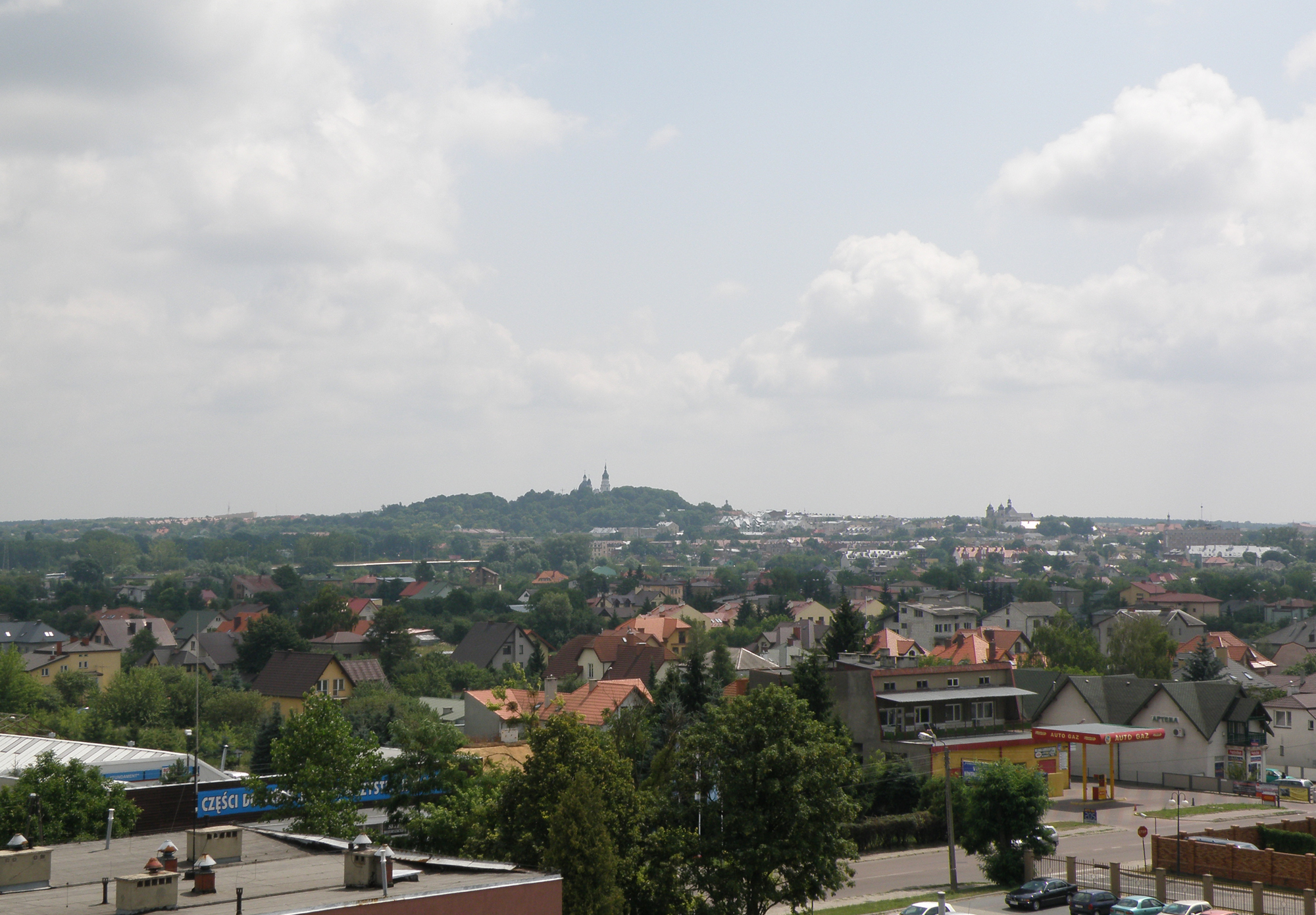
Panorama miasta od strony północno-zachodniej (2010)

Podział miasta na główne strefy geograficzno-historyczne

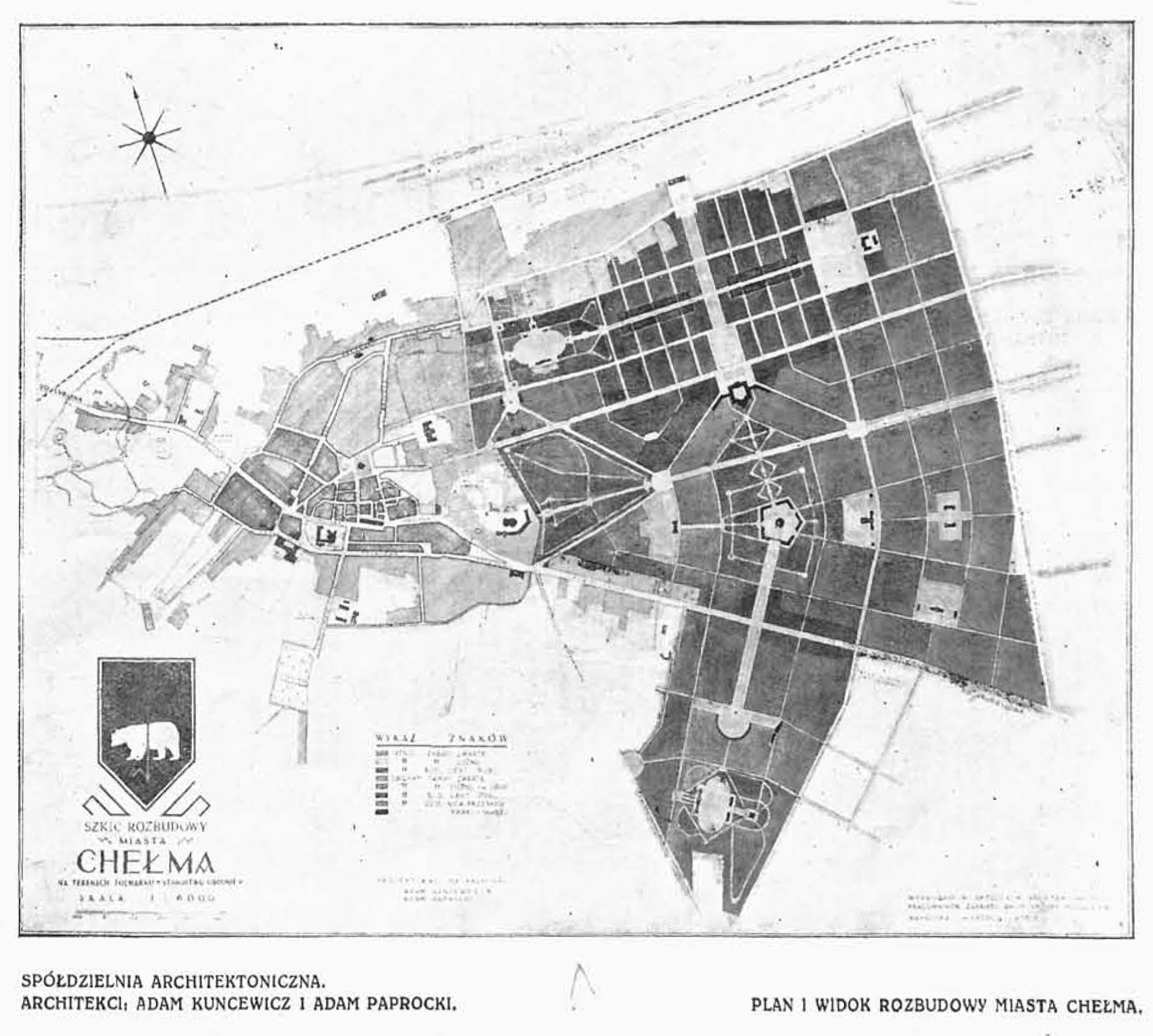
Dzielnica Nowe Miasto – Szkic koncepcji rozbudowy miasta Chełma z 1926 r.

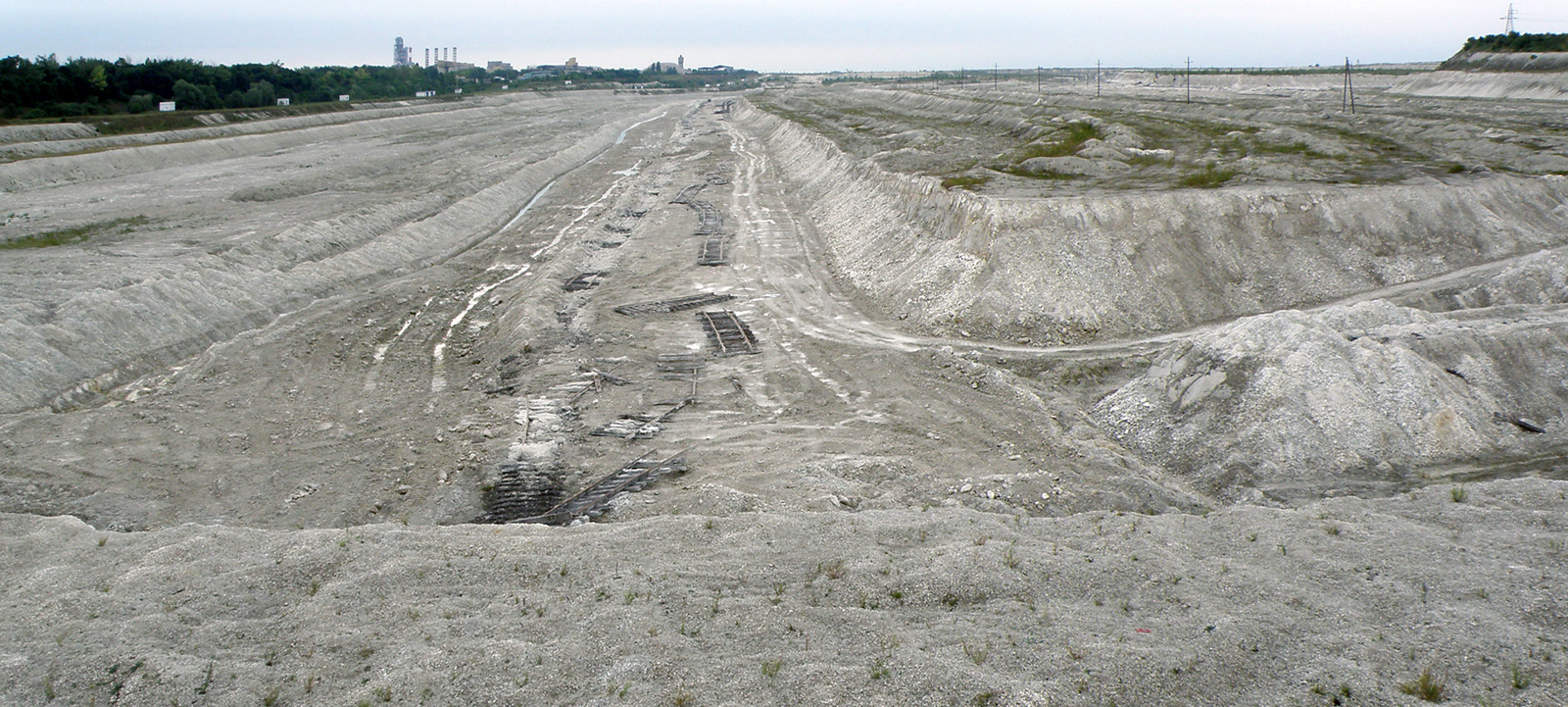
Odkrywkowa kopalnia kredy Cementowni Chełm na terenach byłego folwarku Antonin (2010)

Poza nowym podziałem administracyjnym na dziesięć osiedli-jednostek pomocniczych samorządu (2003), w Chełmie funkcjonują równolegle nieformalne, geograficzne, etymologiczne i historyczne podziały i nazwy miejsc, jednostek lub osiedli, pochodzące od nazw jurydyk, wsi, osad, kolonii, folwarków, właścicieli albo zarządców, bądź nazw charakterystycznych elementów naturalnych lub obiektów, jak wzniesienia, doliny, lasy, łąki, mokradła, młyny, wiatraki, itp. Niegdyś określały oddzielne miejsca, tereny, osady lub obiekty, o które na przestrzeni lat sukcesywnie rozszerzano granice administracyjne miasta.
Poniższa lista odzwierciedla nieformalny podział miasta na strefy i mniejsze jednostki (obszary i miejsca) określane nazwami historycznymi, utrwalonymi zwyczajem w pamięci i mowie potocznej przynajmniej części mieszkańców w rejonach, których te nazwy dotyczą:
1. Śródmieście – śródmiejska strefa zabudowy otaczającej Górkę Katedralną od strony zachodniej, ograniczona linią kolejową od strony północno-zachodniej, alejami Żołnierzy 1 Armii Wojska Polskiego i Armii Krajowej od strony południowej oraz rzeką Uherką od strony południowo-zachodniej:
  1. Górka Katedralna (nazwa pochodzi od katedralnego typu kościoła wzniesionego na wzgórzu, zwana też Górą Soborową w czasach, gdy kościół był soborem prawosławnym, czasem zwana również Górą Chełmską, a ostatnio też Górą Zamkową) – wzniesienie, symbol miasta i miejsce kultu objęte lokacją miasta w 1392 r., obecnie zabytkowy zespół katedralny Bazylianów z XVIII w. o charakterze reprezentacyjnym, sakralnym i turystycznym, dwa historyczne cmentarze oraz Park XXX-lecia po wschodniej stronie Górki, założony w latach 1972-74 w miejscu Parku Kolejowego rozplanowanego w latach 1925-28;
  2. Centrum – część Śródmieścia obejmująca Stare Miasto i przedmieścia z XIX w. przylegające bezpośrednio do Starego Miasta, zaliczane dziś do ścisłego centrum wyznaczonego alejami Żołnierzy 1 Armii Wojska Polskiego i Armii Krajowej od strony południowo-zachodniej oraz linią kolejową od strony północnej:
    1. Stare Miasto – najstarsza, zabytkowa część miasta (lokacja z 1392), obecnie o charakterze reprezentacyjnym, mieszkaniowo-handlowym i turystycznym;
    2. Centrum – historyczne przedmieścia lubelskie, okszowskie (brzeskie), lwowskie (pokrowskie) i hrubieszowskie wykształcone w XIX w., obejmujące m.in. rejon ogrodów seminaryjnych (I LO) między Seminaryjską (Młodowskiej) i Brzeską (Sienkiewicza), tereny dawnej wsi Obłonie w rejonie Obłońskiej; dawnych stawów i młynów w rejonie skrzyżowania Młynarskiej (Dreszera) z Lubelską; ogrodów klasztornych przy Reformackiej, targowiska miejskiego przy Pokrowskiej (Lwowskiej) oraz handlu, rzemiosła i Technicznej Szkoły Kolejowa z 1895 przy Pocztowej (później Technikum Mechaniczne, obecnie PWSZ); koncentracja funkcji handlowo-usługowych z dworcem PKS przy Lwowskiej, przeważa zabudowa z początku XX w., uzupełniana od II poł. XX w. zabudową wielorodzinną (ChSM, kwartał Baszta) i handlowo-usługową (SDH, Kamena, Olimp, Chrobry, Kredyt Bank), a następnie obiektami użyteczności publicznej przy al. 1 Armii Wojska Polskiego (Biblioteka, ZUS, Krus, Sąd Rejonowy); w latach 2000-15 obszar przekształceń, modernizacji i intensyfikacji zabudowy;

  3. Dolina Uherki – strefa bez nazwy własnej – tereny zalewowe i retencyjne doliny rzeki Uherki otaczającej dawne przedmieścia od strony zachodniej, między dopływem Janówki a linią kolejową, obejmujące zabudowę na obrzeżach doliny Uherki (osiedle Jordana, Kąpieliskowa) oraz tereny dawnych młynów i rzemiosła pierwotnie odcięte od miasta rzeką i stawami; strefa stopniowo przekształcana w II poł. XX w. w Park Miejski i tereny rekreacyjne nad Uherką oraz tereny mieszkaniowe (Nadrzeczna, Łączna, Browarna-Zakątek, Brzozowa):
2. Nowe Miasto – modernistyczna dzielnica[3] założona w dwudziestoleciu międzywojennym po wschodniej stronie Górki Katedralnej na terenach Starostwa Obłonie  przekazanych miastu po odzyskaniu niepodległości, rozplanowana w latach 1925-26 w ramach aspiracji rozbudowy miasta i starań o przeniesienia do Chełma urzędów państwowych (m.in. Wschodniej Dyrekcji Okręgowej Kolei Państwowych 1928-1939[4]), na obszarze 432 ha ograniczonym przedmieściem okszowskim (brzeskim), od strony północnej linią Kolei Nadwiślańskiej, wschodnią granicą miasta z kolonią Wolwinów i lasem Borek oraz ul. Wojsławicką od strony południowo-zachodniej:
  1. Wzgórze Kredowe – wzniesienie należące do Pagórów Chełmskich[5], centralnie dominujące nad dzielnicą Nowe Miasto, rozplanowane w latach 1925-28 z przeznaczeniem dla ważnych obiektów publicznych usytuowanych w publicznym parku, ograniczone ulicami Graniczna, Wiejska, Batorego, Wyszyńskiego i Żeromskiego; częściowo zagospodarowane w latach 60. XX w. obiektami Zasadniczej Szkoły Zawodowej nr 1 (szkoła, warsztaty, internat i boiska szkolne, obecnie ZST), Straży Pożarnej przeniesionej z ul. Strażackiej, prowizorycznymi terenami sportu i tymczasowymi magazynami przekształconymi następnie w obiekty produkcyjne oraz budową na terenach sportowych ZST hali sportowej MOSiR w latach 1996-98; w zasadniczej części (ok. 12 ha) rezerwa terenów publicznych;
  2. Nowe Miasto – część północna – część dzielnicy Nowe Miasto rozplanowana w latach 1925-26 po północnej stronie ul. Szwoleżerów-Słowackiego-Batorego-Jagiellońska, między ogrodami seminaryjnymi (I LO), linią kolejową i wschodnią granicą miasta wzdłuż ul. Antonin:
    1. Kolejowa –
    2. Starościńska –
    3. Dyrekcja –
    4. Domki –
    5. Przemysłowa –
    6. Osiedla Cementowni –
    7. Osiedla ChSM –

  3. Nowe Miasto – część południowa – część dzielnicy Nowe Miasto rozplanowana w latach 1925-26 wokół południowej osi dzielnicy między Wzgórzem Kredowym i Borkiem (Parkowa-Paderewskiego-Traugutta), usytuowana po południowej stronie Hrubieszowskiej między ul. Wojsławicką i granicą lasu Borek:
    1. Hrubieszowska –
    2. Składnica (Exbud) –
    3. Działki – część południowa –
    4. Fabryka Obuwia –
    5. Cmentarz komunalny –

  4. Nowe Miasto – część wschodnia – część dzielnicy Nowe Miasto rozplanowana w latach 1925-26 po wschodniej stronie Wzgórza Kredowego między Hrubieszowską i Batorego-Jagiellońską do wschodniej granicy miasta z kolonią Wolwinów:
    1. Działki – część wschodnia –
    2. Fabryka Domów –
3. Chełm-Północ – północna strefa miasta obejmująca tereny przemysłowo-składowe po północnej stronie linii kolejowej Warszawa-Dorohusk między Uherką, a Słyszówką (rów świdowicki) na granicy z terenami wsi Srebrzyszcze (Serebryszcze), Koza-Gotówka, Okszów-Kolonia i Okszów w Gminie Chełm:
  1. Białawin[6] (dawniej Bieławin) – północna część miasta Chełma, obecnie strefa przemysłowo-składowa obejmująca tereny rolnicze dawnego folwarku Okszówek[7][8], które przekształcano stopniowo w strefę przemysłowo-składową związaną początkowo z obsługą towarowego ruchu kolejowego po otwarciu Kolei Nadwiślańskiej w 1887, a następnie z lokalizacją w tym obszarze kluczowych dla miasta inwestycji infrastruktury komunalnej, rzemiosła i przemysłu. W latach 1926–39 wybudowano tu miejską oczyszczalnię ścieków w związku z budową dzielnicy Nowe Miasto[9], a w 1984 uruchomiono Centralną Ciepłownię Miejskiego Przedsiębiorstwa Energetyki Cieplnej[10].
4. Chełm-Zachód – zachodnia strefa miasta obejmująca tereny między linią kolejową, rzeką Uherką i północno-zachodnimi granicami miasta z terenami wsi Horodyszcze, kol. Horodyczcze, wsi Rudka z lasem Kumowa Dolina w Gminie Chełm:
  1. Trubakowska –
  2. Koszary –
  3. Pilichonki –
  4. Wygon –
  5. Rejowiecka –
  6. Horodyszcze –
  7. Malowane –
  8. Zachód –
  9. Kumowa Dolina –
5. Chełm-Południe – południowa strefa miasta ograniczona linią kolejową, al. Armii Krajowej i Żołnierzy 1 Armii Wojska Polskiego

, ul. Wojsławicką dzielnicą Nowe Miasto i południową granicą miasta z terenami wsi Zawadówka, kol. Żółtańce, kol. Pokrówka i wsi Strupin Łanowy w Gminie Chełm:
1. 1. Trubaków –
  2. Żółtańce –
  3. osiedle XXX-lecia –
  4. osiedle Kościuszki –
  5. osiedle Słoneczne –
  6. osiedle Bazylany –
2. Chełm-Wschód – wschodnia strefa miasta obejmująca tereny dawnego folwarku Antonin i kol. Wolwinów, wydzielonych wsi Srebrzyszcze (Serebryszcze)w Gminie Chełm i przyłączone do miasta w latach 50. XX w. w związku z lokalizacją w tym obszarze Cementowni Chełm i odkrywkowej kopalni kredy; graniczące z koloniami Józefin i Ignatów w Gminie Kamień:
  1. Antonin – wschodnia część miasta, obejmująca obszar dawnej Góry Antonińskiej[11] (223 m n.p.m.) należącej do Pagórów Chełmskich[5]) na terenach dawnego folwarku Antonin[12][13][14][15] sąsiadujące z kolonią Antonin w Gminie Chełm, przekształcone po 1956 r. w strefę przemysłową Cementowni Chełm i odkrywkowej kopalni kredy, włączoną wówczas w granice administracyjne miasta;
  2. Wolwinów –
3. Borek – las miejski usytuowany przy południowo-wschodniej granicy miasta.

Powyższa lista nie jest wyczerpująca, a podziały między tymi jednostkami i miejscami nie są ostre, ani jednoznaczne. Niektóre z nazw posiadają synonimy lub bliskoznaczne warianty etymologiczne, jak np. nowa urzędowa nazwa Białawin wypierająca historyczną nazwę Bieławin, lub urzędowa nazwa Malowane określająca rejon rozstaju dróg, przy którym stała Malowana Karczma. Dziś Stare Miasto określane jest także Chełmską Starówką, podobnie jak historyczna Górka Katedralna określana bywa Górą Chełmską, a ostatnio również Górą Zamkową. Często stosowanym synonimem nazwy Śródmieście bywa różnie lokalizowane Centrum, najczęściej mające jednak mniejszy zasięg niż Śródmieście.